# Haren (Groningen)

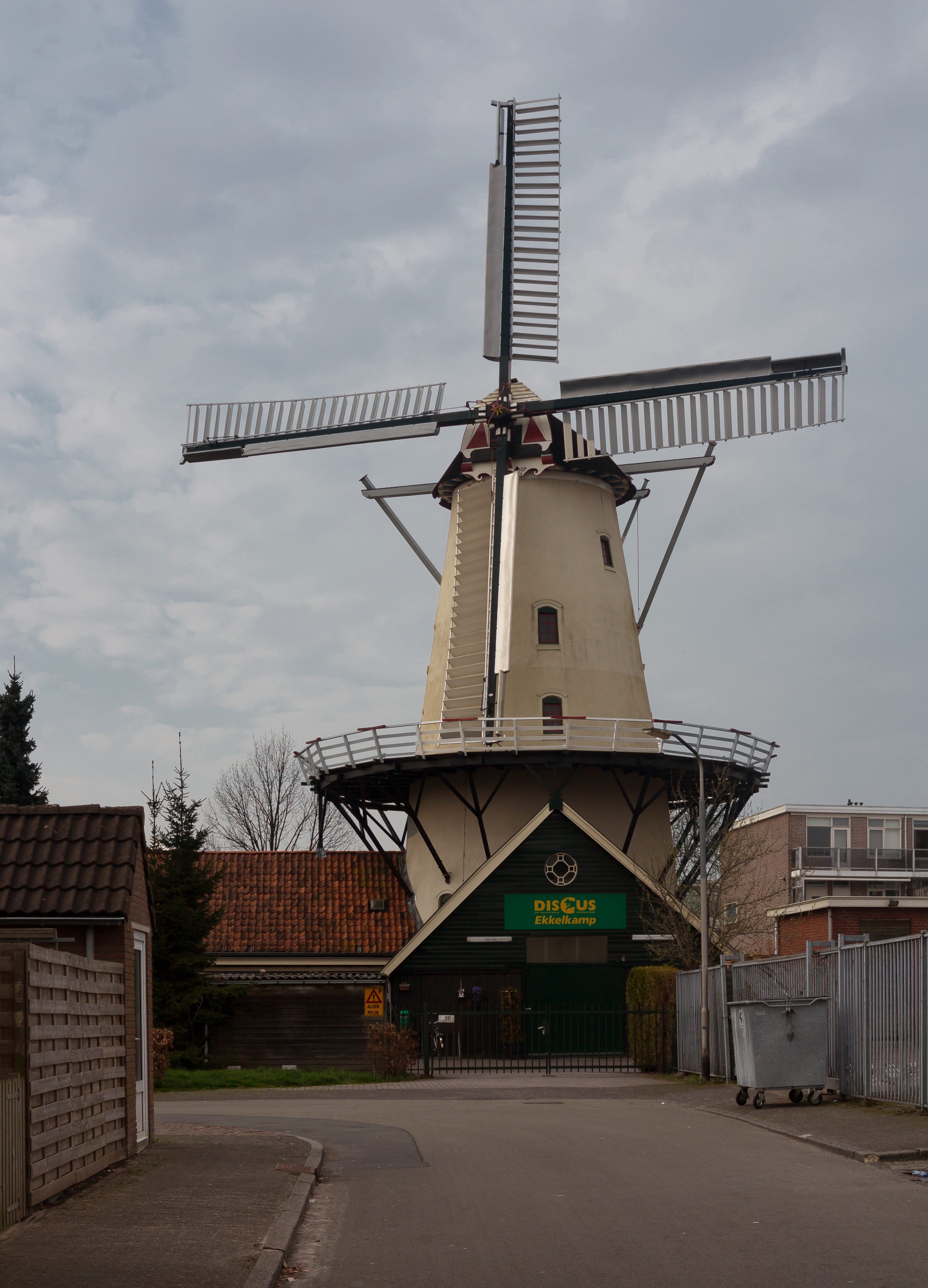
Korenmolen De Hoop (2016)

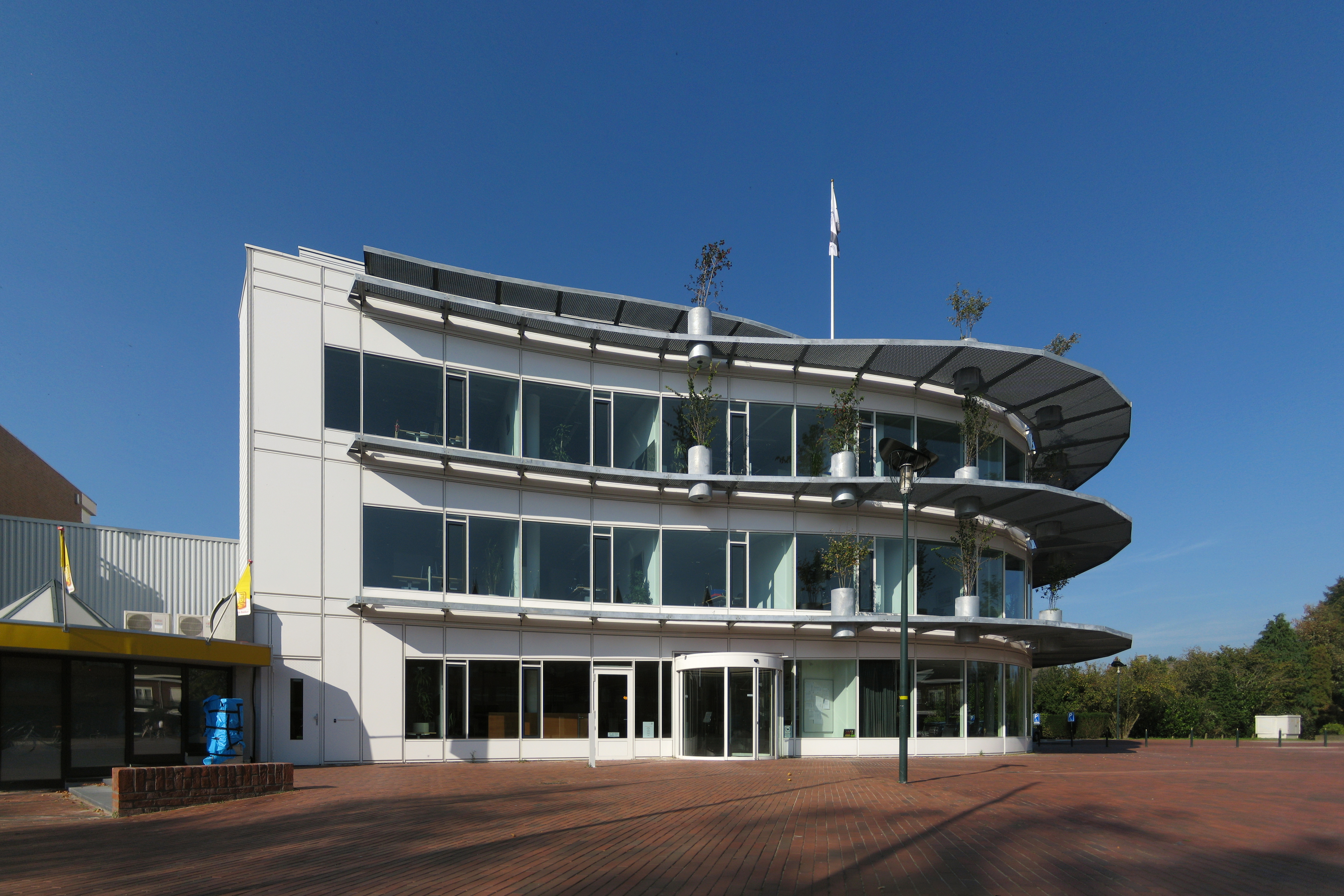
Voormalig Raadhuis Haren (nu gemeente Groningen loket Haren) (2011)

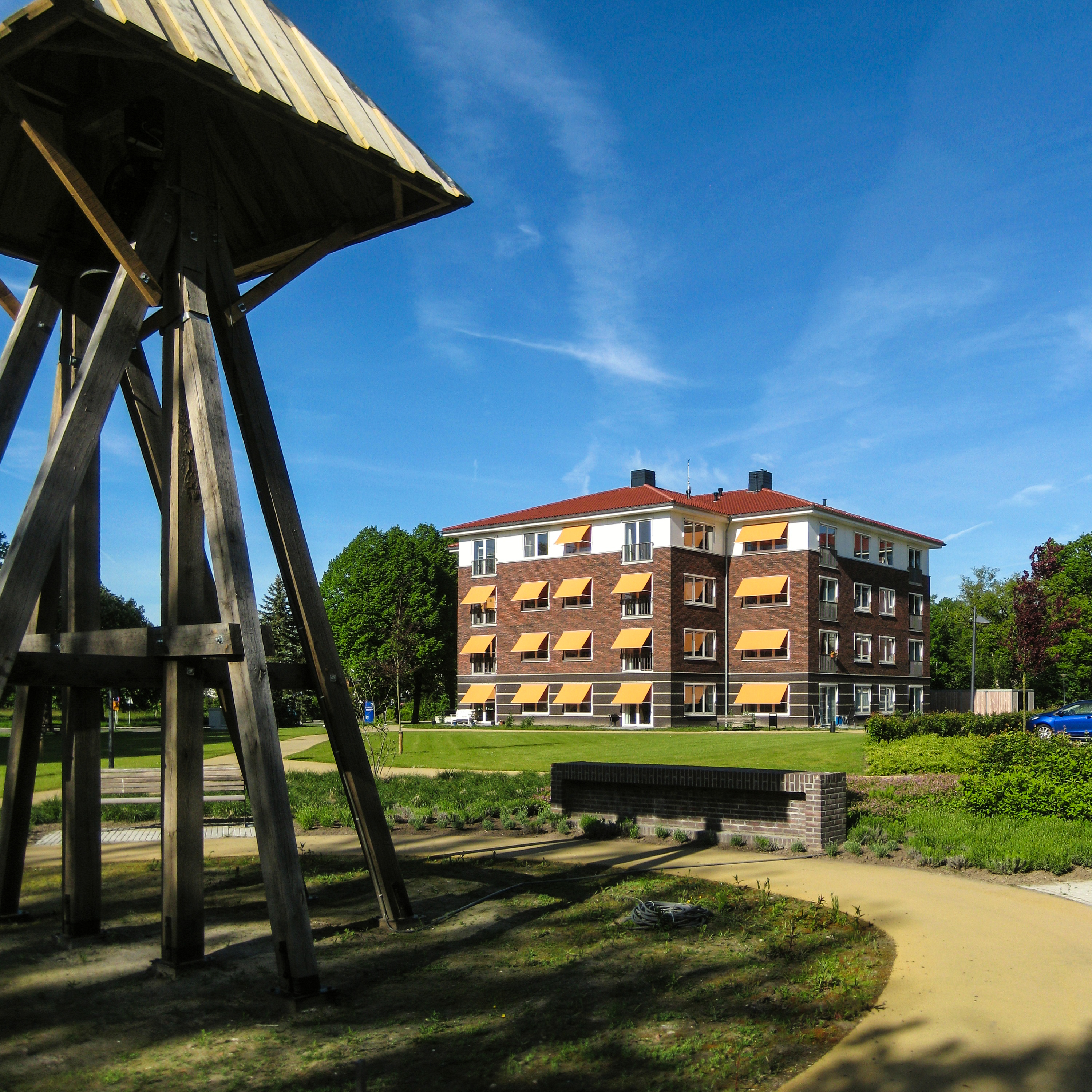
Appartementencomplex en klokkenstoel aan de Dilgtweg (2013)

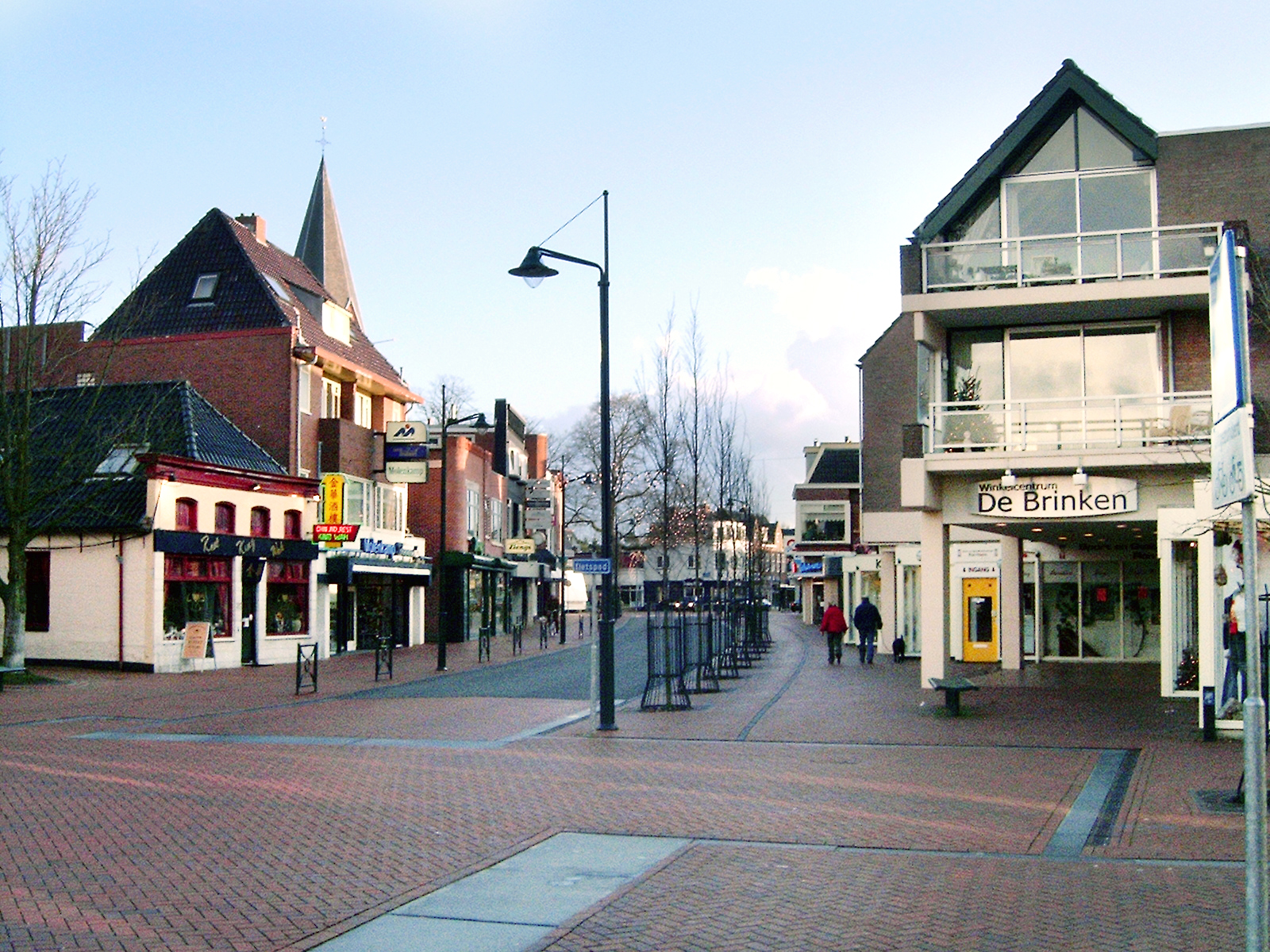
Centrum van Haren (2004)

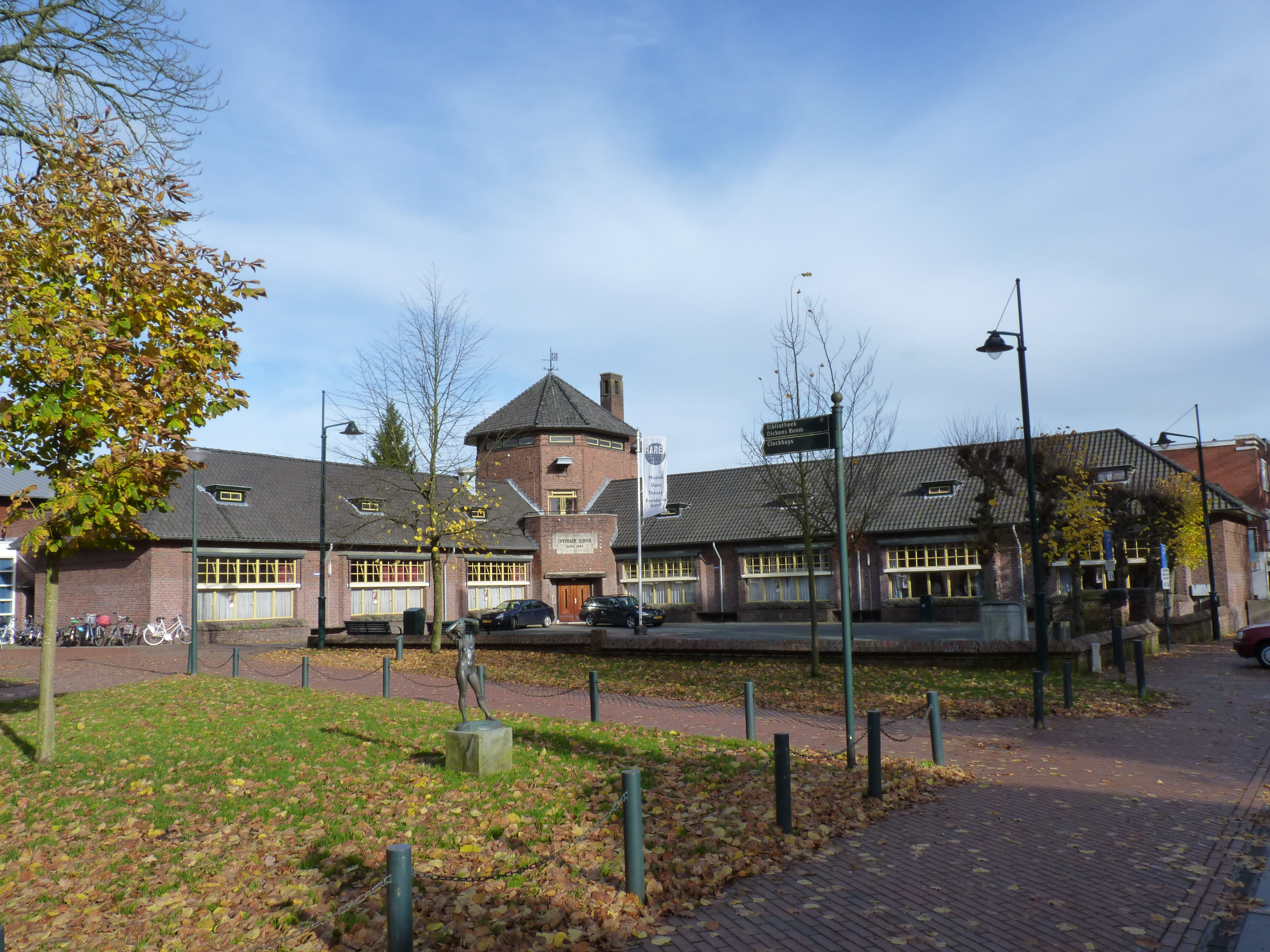
Cultureel Centrum Clockhuys Haren (2010)

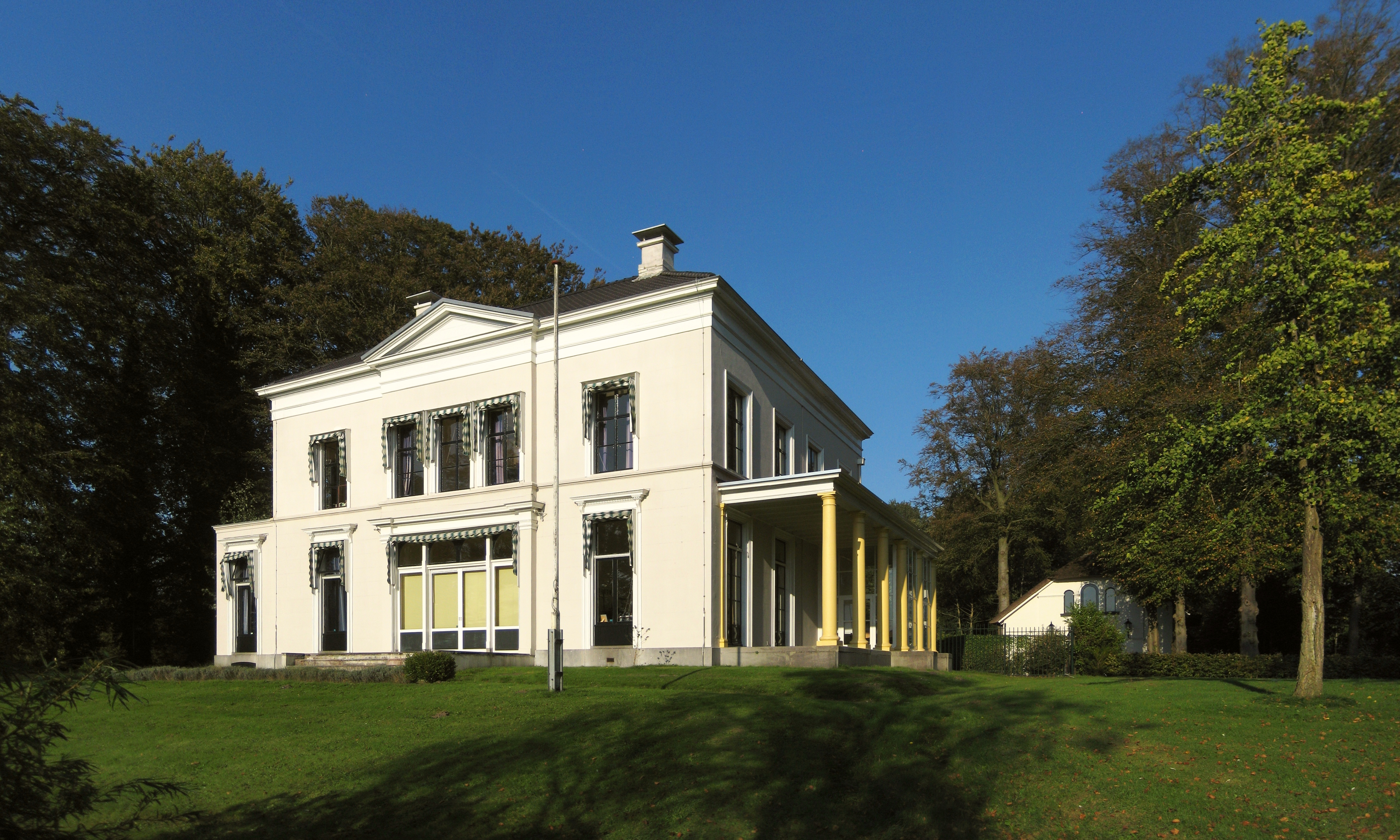
Villa Esserberg van het Maartenscollege en de International School (2011)

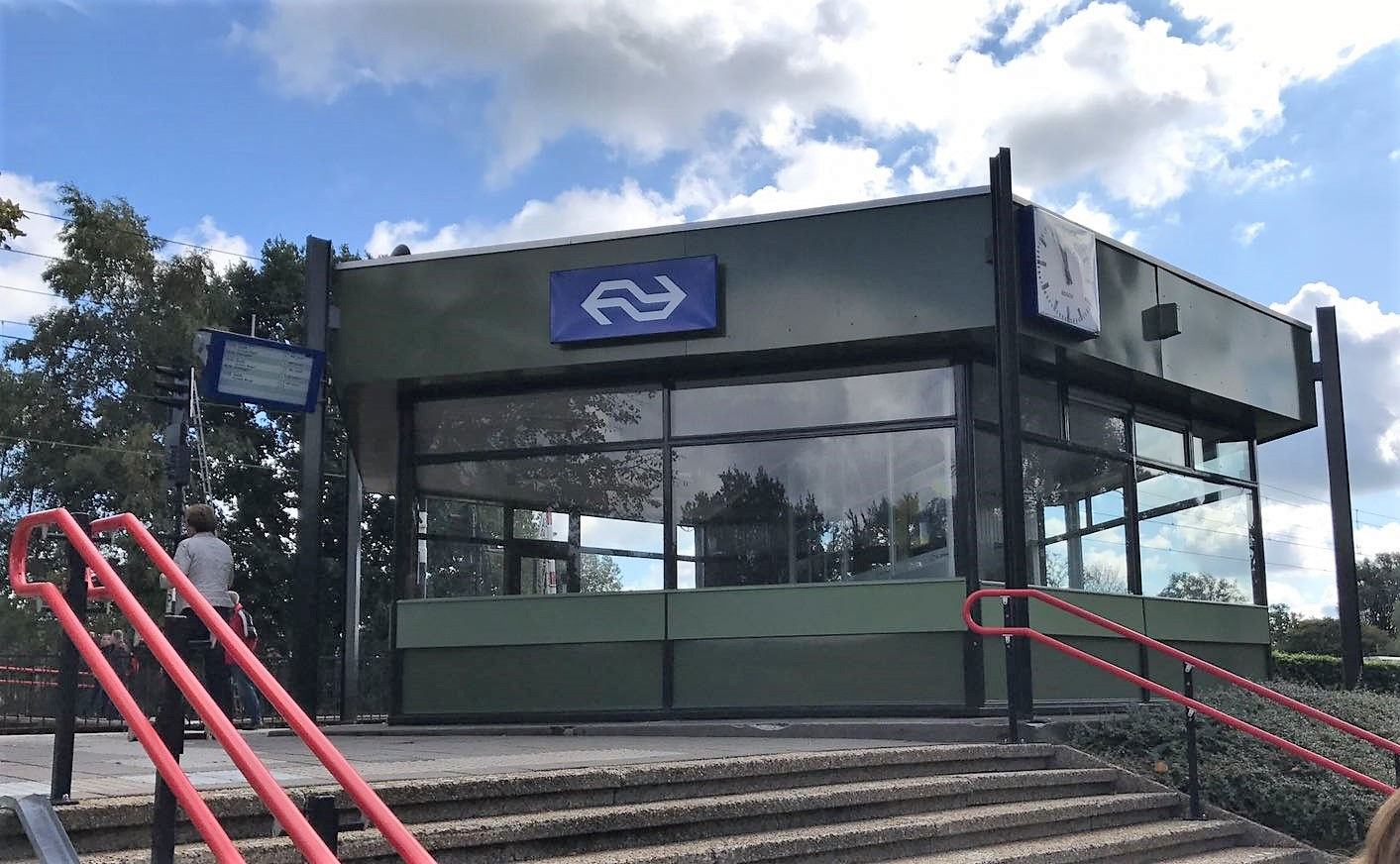
Ns Station Haren (2017)

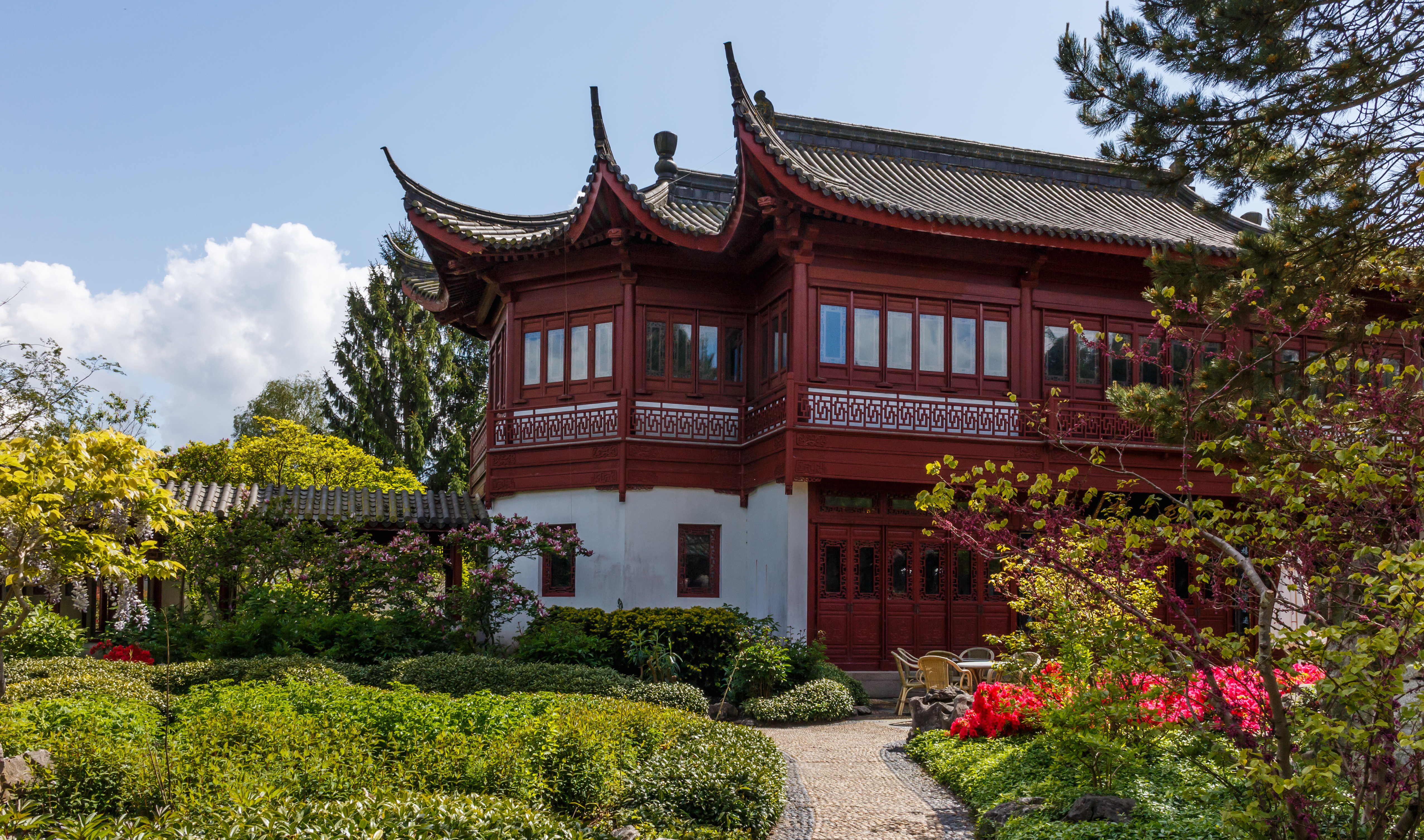
Chinese tuin Het Verborgen Rijk van Ming in de Hortus Haren (2015)

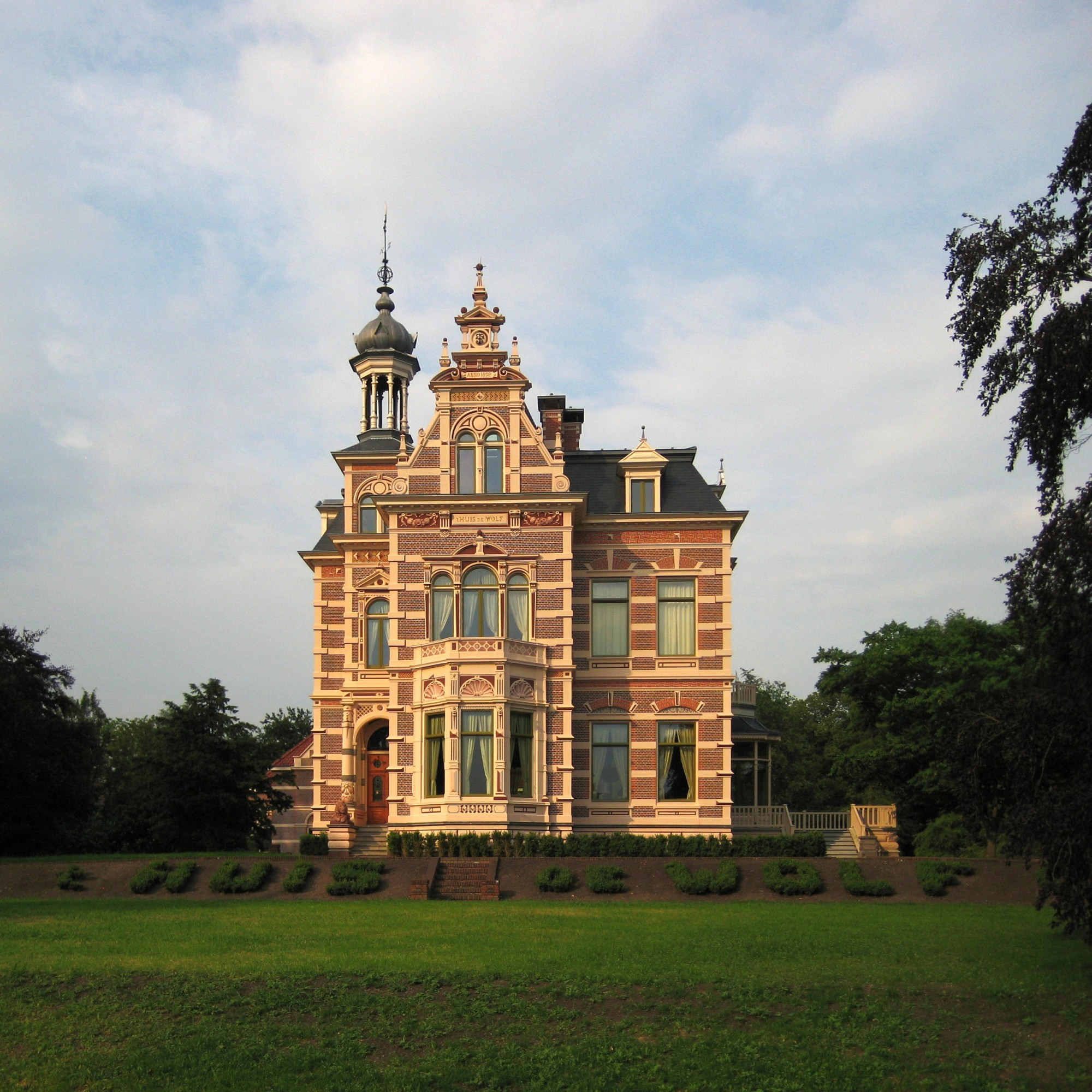
't Huis De Wolf (2009)

Haren (uitspraakⓘ) (Gronings: Hoaren) is een dorp in de gemeente Groningen, in de Nederlandse provincie Groningen. Haren was van 1811 tot 2019 een zelfstandige gemeente. Haren ligt direct ten zuidoosten van de stad Groningen. Door die ligging is het een typische forensenplaats. Het dorp Haren is een villadorp; het wordt wel het Wassenaar van het Noorden en ook de groene parel van het noorden genoemd. In 2013 telde de gemeente volgens de gegevens van het CBS ongeveer 18.640 inwoners. Door de bouw van de wijk Harenerholt nam het aantal inwoners toe; op 1 januari 2017 was dit gestegen tot 19.570 inwoners. In 2018 is dit verder gestegen naar 20.191 inwoners per 31 december.
De plaats Haren had per 1 januari 2023 in totaal 18.450 inwoners (CBS statline bevolking postcode 9751-9753).

## Geschiedenis
De geschiedenis van Haren werd bepaald door zijn ligging op de noordelijke uitloper van de Hondsrug, een lage heuvelrug in het oosten van Drenthe. Haren is de op een na noordelijkste plaats op de Hondsrug - Groningen is de noordelijkste. De vroegste sporen van bewoning op het grondgebied van de huidige gemeente Haren gaan terug tot zo'n 4500 jaar geleden. Archeologische opgravingen legden grafheuvels, een bekergraf en een hunebed bloot. Vondsten van munten en potscherven wijzen op bewoning in de Romeinse tijd en in de middeleeuwen. Die vondsten wijzen er op dat Haren sinds de vroege middeleeuwen al een permanente bewoning kende. De toevoeging 'haar' betekent hoge rug in het landschap begroeid met grassen en struikgewas.
De dorpen van de voormalige gemeente Haren (Haren, Onnen, Glimmen en Noordlaren) waren in de middeleeuwen afzonderlijke buurtschappen. Ze maakten samen met andere buurtschappen deel uit van het rechtsgebied Gorecht, dat in 1040 door de toenmalige Duitse keizer werd geschonken aan de bisschop van Utrecht. Deze oefende sindsdien hier zowel het geestelijke als het wereldlijke gezag uit.
Als plaats wordt Haren voor het eerst officieel genoemd in het jaar 1249. De plaats ligt aan de Rijksstraatweg, die een voortzetting vormt van de vroegere heirweg (Hereweg), de belangrijkste handelsroute tussen Groningen en de rest van het land.
De oude Nicolaaskerk van Haren is gebouwd in de eerste helft van de 13e eeuw, waarschijnlijk op de plaats waar vroeger een heidens heiligdom stond. De kerk wordt voor het eerst vermeld in oude geschriften op 8 juni 1360. Rond 1600, na de reformatie, werd het een protestantse kerk. De toren is een aantal keren afgebrand, onder meer in 1465 en 1501. In 1914 werd de toren onder leiding van rijksbouwmeester C.H. Peters ingrijpend gerestaureerd. Het eenvoudige schilddak werd vervangen door een opvallende achtkantige houten torenspits, met leien gedekt, waarvan er maar weinig zijn in Nederland. De kerk beschikt over een Hinsz-orgel dat na restauratie in 2002 opnieuw in gebruik werd genomen.
In 1392 kreeg de stad Groningen het Gorecht voor 100 jaar in pacht. Dit betekende onder andere dat de stad vanaf dat moment het Gorecht bestuurde en er rechtsprak. In 1460 kocht Groningen het Gorecht van de toenmalige bisschop. Aan het einde van de zestiende eeuw vormden de stad Groningen en de Ommelanden één provincie, waarvan ook Haren deel uitmaakt.
Midden tussen het dorp Haren en de stad Groningen lag het in 1215 gestichte vrouwenklooster Yesse, een cisterciënzer-klooster. In 1594 werd het opgeheven, toen Groningen protestant werd. Nu ligt op de plaats van het klooster het gehucht Essen. Ook heeft Haren aan de Drentsche Aa jarenlang een haven gehad, die nu echter gedempt is.

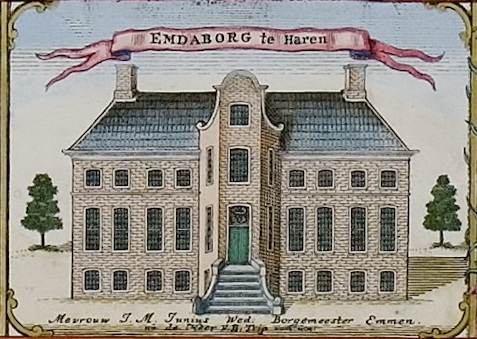
De Emdaborg op de kaart van Theodorus Beckeringh (1781)

Bij Haren lag vroeger de buitenplaats Emdaborg. De voorganger van dit huis werd in 1680 verkocht door Popco Everardi d'Embda, heette in de volksmond Popkenhof en werd 1739 afgebroken (en werd na de sloop 'Oldenburg' genoemd in de volksmond), waarop huize 'Emdaborg' werd gebouwd. Bij het huis hoorde de hovinge (boerderij) Lusthorst. De Emdaborg staat ingetekend op de kaart van Theodorus Beckeringh uit 1781, waarop ook de hovinge genoemd wordt. Koopman Izaäk Busch liet begin 19e eeuw Emdaborg slopen om er buitenhuis Zorgvrij te bouwen. Hij overleed in 1812, waarop zijn erfgenamen tevergeefs poogden het gebouw te verkopen. Ook een poging achttien jaar later in 1830 door Titia Gerardina, de vrouw van de Harense burgemeester Jacobus van Trojen, mislukte. Zij verkocht het daarop op afbraak in 1832, waarop het waarschijnlijk begin 1833 werd afgebroken. Op de plek van de Emdaborg werden later de kleedkamers van voetbalvereniging VV Gorecht gehuisvest en op de plek van de hovinge werd een manege aangelegd, die inmiddels niet meer bestaat. In de buurt ligt een boerderij die de naam Lusthorst draagt. In 2010 besloot de gemeente Haren om hieromheen een klein 'borgcomplex' aan te leggen.
In het centrum van het dorp staat de monumentale molen genaamd De Hoop. De molen dateert van 1839 en is gebouwd als korenmolen, maar werd later als oliemolen ingericht. De andere molen bij Haren is de poldermolen De Helper op de oostelijke oever van het Paterswoldsemeer.
Op 21 september 2012 brak een groot oproer met vernielingen en plunderingen uit in Haren na een per abuis publiekelijk verspreide uitnodiging voor een verjaardagsfeestje via de sociaalnetwerksite Facebook. De gebeurtenissen kregen de naam Project X Haren mee en brachten het dorp even in het wereldnieuws. Over dit uit de hand gelopen verjaardagsfeestje verscheen in juli 2025  op Netflix de documentaire Trainwreck: The Real Project X.
Vanaf 2010 (en ook eerder al) stond de politiek in de voormalige gemeente Haren in het teken van de discussie over de toekomst. Zelfstandigheid, samengaan met buurgemeente Tynaarlo waren de voorkeursopties. Het verzet leidde tot grote verdeeldheid in politiek en samenleving met als dieptepunt de bedreiging van gedeputeerde Patrick Brouns van de provincie Groningen. Het verzet werd gebaseerd op het referendum van 2014 waarin een meerderheid van de kiezers (74%) aangaf niet samen te willen gaan met de gemeenten Groningen en Ten Boer. Uiteindelijk werd in de Tweede- en Eerste kamer besloten de herindeling door te zetten. Burgemeester Pieter van Veen was de laatste burgemeester van Haren (Lijst van burgemeesters van Haren), zie ook: Haren (gemeente).

## Gemeentewapen
Bij Koninklijk Besluit van 12 januari 1914 is aan de gemeente Haren het wapen verleend. Het grondgebied van de voormalige gemeente Haren bestond toen nog uit de acht middeleeuwse marken Haren, Noordlaren, Onnen, Glimmen, Hemmen, Dilgt, Essen en Helpman. Het wapen ziet er als volgt uit:
- in azuur een zilveren klok
- in een vrij-kwartier (een vrij vak) van goud een dubbele adelaar van sabel. Deze adelaar heeft op de borst een schildje van zilver met een dwarsbalk van sinopel (smaragdgroen).
- het schild is gedekt met een vijf bladerige kroon.

Vroeger werden de marktgenoten onder meer door ‘klocktreckinge’, het luiden van de klokken, ter vergadering geroepen. Dit is terug te vinden in artikel 72 van het eerste boek van ‘het Lantrecht des gerichts’ van Selwerdt van 1673. Ter herinnering hieraan is in het wapen van de gemeente Haren een klok opgenomen. Om dit wapen van andere wapens met hetzelfde figuur te kunnen onderscheiden, werd hieraan nog iets toegevoegd. De gemeente Haren maakte een voornaam gedeelte uit van het Gorecht. Het Gorecht was lange tijd in handen van de stad Groningen. Om die reden is in een vrij-kwartier het wapen van Groningen opgenomen.

## Geografie
Het dorp Haren ligt ten zuiden van de stad Groningen in de gelijknamige provincie. Ten westen van Haren ligt het Paterswoldsemeer. In het westen en zuiden grenst de plaats aan de gemeente Tynaarlo, wat tevens de provinciegrens tussen Drenthe en Groningen is. Ten oosten van Haren ligt de gemeente Midden-Groningen. De voormalige gemeente vormt in zijn geheel nu een gebiedsdeel van de gemeente Groningen. In het college van burgemeester en wethouders dat in 2022 aantrad is Kirsten de Wrede van de Partij voor de Dieren aangewezen als dorpswethouder voor Haren.Het gebiedsdeel is verdeeld in drie wijken: Haren-West e.o., Haren-Oost e.o. en Glimmen-Onnen-Noordlaren. De wijken zijn op hun beurt onderverdeeld in buurten zoals de Molenbuurt, Maarwold, Stationsbuurt en Oosterhaar.

## Bebouwing
Dankzij de Groninger klei is het bouwmateriaal veelal rode baksteen. Haren werd in de 20ste eeuw in de markt gezet als het 'Wassenaar van het Noorden'. De bebouwing van Haren kenmerkt zich door het grote aantal villa's en ruime twee-onder-een-kap-huizen, waarvan de meest karakteristieke gebouwd werden tussen 1880 en 1940. Er zijn veel art deco, Amsterdamse School-elementen en Delftse School-woningen te vinden.

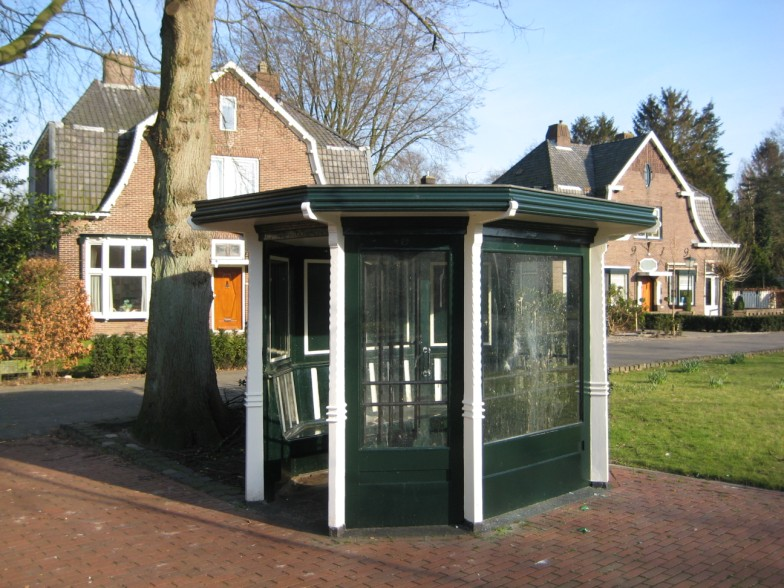
Oud tramwachthuisje met op de achtergrond twee art-deco-villa's

In de jaren 1892-1919 liep door Haren langs de Rijksstraatweg een paardentramverbinding van de TMZG van Groningen naar Zuidlaren. Van 1921 tot 1939 reed hier de elektrische tramlijn naar De Punt van de Gemeentetram Groningen. Twee bijbehorende wachthuisjes bestaan nog steeds.
In de periode 1910-1935 ontwikkelde het bescheiden dorp Haren zich tot een villadorp. Deze groei vond plaats in de ambtsperiode van de bouwlustige burgemeester Boerema. Hij had ambitie om het dorp uit te laten groeien tot vestigingsplaats van de beter gesitueerde forenzen uit stad Groningen en de Ommelanden. 
In de jaren 1920 werd tuindorp gebouwd ten behoeve van het spoorwegpersoneel, toen nog enigszins los staand van het dorp, maar in de jaren 1960 opgegaan in Oosterhaar, de grootste wijk van Haren. 
Volgens de planning had Haren moeten groeien naar 35.000 inwoners in 1940. De crisis van de jaren 30, de Tweede Wereldoorlog en de daaropvolgende wederopbouw hebben ervoor gezorgd dat die plannen slechts gedeeltelijk zijn gerealiseerd.
Op 1 september 2018 telde Haren circa 20.000 inwoners. In de 21ste eeuw streeft Haren naar gecontroleerde en bescheiden groei. De huizen zijn zeer geliefd vanwege de aantrekkelijke bouwstijlen, ruime tuinen en veel groen. Een deel van Haren is beschermd dorpsgezicht. Verder staan in het dorp diverse rijksmonumenten en gemeentelijke monumenten.
Het hoogste woongebouw van de plaats heeft 13 bouwlagen, serviceflat Maarwold.

## Cultuur

### Monumenten
In de voormalige gemeente zijn er een aantal rijksmonumenten en oorlogsmonumenten, zie:
- De lijsten van rijksmonumenten in de kernen Glimmen, Haren, Haren, Noordlaren en Onnen
- De lijsten van gemeentelijke monumenten in de kernen Glimmen, Haren, Noordlaren en Onnen.
- De oorlogsmonumenten in de kernen van de voormalige gemeente Haren zijn te vinden in de volledige Lijst van oorlogsmonumenten in Groningen (gemeente)

### Kunst in de openbare ruimte
In de voormalige gemeente zijn diverse beelden, sculpturen en objecten geplaatst in de openbare ruimte, zie:
- Lijst van beelden in Haren

### Bekende kunstenaars
De kunstschilder Jan Popkes van der Zee woonde tijdens zijn actieve periode in Haren.

## Onderwijs
Haren heeft twee middelbare scholen, het Maartenscollege en het Harens Lyceum. Verder zijn er Guyotscholen SO en VSO voor doven.

## Openbaar vervoer
Station Haren ligt aan de spoorlijn Zwolle - Groningen. Hier stopt twee tot vier keer per uur de sprinter Zwolle - Groningen waarvan er twee niet verder rijden dan Assen. Verder is het dorp bereikbaar met de volgende buslijnen:
Qbuzz
- lijn 5: Annen - Schuilingsoord - Zuidlaren - Westlaren - N34 - A28 - Haren, P+R - Groningen Hs, Zuiderdiep, UMCG hoofdingang, Sontweg IKEA, P+R Meerstad (- Scharmer) (Q-link)[10]
- lijn 6: (Haren, P+R -) Groningen Hs, Zuiderdiep, UMCG hoofdingang, Ruischerbrug - Ten Boer - Ten Post - Garrelsweer - Eekwerd - Appingedam - Delfzijl (Q-link)[11]
- lijn 50: Groningen Hs - Haren, Raadhuisplein - Glimmen - De Punt - Vries - Ubbena - Assen (streekbus)[12]
- lijn 51ː Groningen Hs - Haren, Station - Onnen - Noordlaren - Zuidlaren - Schuilingsoord - Annen - Anloo - Gasteren - Loon - Assen (streekbus)[13]
- lijn 312: Groningen Hs - Haren, P+R - A28 - N34 - Annen - Gieten - Gasselte - Gasselternijveen - Stadskanaal (Qliner)[14]
- lijn 418: Groningen Hs - Haren, Raadhuisplein - Glimmen - A28 - N34 - Westlaren - Zuidlaren - Schuilingsoord - Annen - N34 - Gieten - N34 - Annen, N34 - Westlaren, N34 - Haren, P+R - Groningen (nachtbus)[15]

## Recreatie
In Haren is de grootste botanische tuin van Nederland gelegen, de Hortus Haren. Op een oppervlakte van circa 15 hectare groeien en bloeien planten uit alle streken van Nederland en de rest van de wereld. De Hortus is de voortzetting van de plantenverzameling die apotheker Hendrick Munting (1583-1658) stichtte in 1626. Deze Hortustuin werd aangekocht door de Rijksuniversiteit Groningen in 1691. Omdat het terrein in de Groninger Hortusbuurt te klein werd, kocht de universiteit al in 1917 het monumentale 't Huis de Wolf, een van de mooiste laatnegentiende-eeuwse villa's van Haren, met het bijbehorende landgoed van 12 hectare. De Hortus Haren, met zijn thematische tuinen en zijn grote kas, kwam tot stand in 1967. De Hortus richt zich tegenwoordig met haar activiteiten op een breed publiek. Zo zijn er regelmatig culturele evenementen zoals concerten en vertelvoorstellingen (door het Gronings Vertellerscollectief "De Vertelplantage").
De Westerpolder is een rustig natuurgebied aan de westkant van Haren, dat bestaat uit veenplassen, graslanden en voormalige hooilanden. Het gebied, gelegen in het beekdal van de Drentsche Aa, biedt mooie wandelmogelijkheden en wordt gekenmerkt door een rijke biodiversiteit. Een deel van het populaire Pieterpad loopt langs de Westerpolder, waardoor wandelaars kunnen genieten van de natuur en het historische landschap.
Verder ten westen ligt het Paterswoldsemeer, een geliefde bestemming voor zeilers en andere recreanten. In de uiterste noordwesthoek van de plaats, afgesloten van het Paterswoldsemeer met de Nijdam, ligt de Hoornseplas. Dit meer, omringd door verschillende strandjes, is uitsluitend bedoeld als zwemplas.

## Media
In Haren verscheen tot eind april 2021 wekelijks het Harener Weekblad als huis-aan-huisblad. Deze krant was eigendom van NDC Mediagroep, die besloot het weekblad als zelfstandige titel op te heffen en te laten opgaan in de Groninger Gezinsbode.
Maandelijks verschijnt nu nog Haren de Krant, die wordt uitgegeven door uitgeverij Close-Up Publishers.
In 2016 ontstond in Haren een heuse krantenoorlog. Naast de gevestigde bladen kwamen twee nieuwkomers op de markt: het weekblad Ons Haren en het maandblad Harense Toestanden. Beide kranten zou geen lang leven beschoren blijven. Nadat in november 2016 Ons Haren stopte, hield in augustus 2017 Harense Toestanden op te bestaan als papieren krant.
De lokale omroep van Haren was tot en met 2018 Haren FM.

## Geboren in Haren
- Petrus Hendrik Roessingh (1840-1916), predikant en politicus
- L. van Ankum (1851-1907), onderwijzer, auteur van schoolboeken, dialectonderzoeker, lexicograaf en taalkundige
- Jan Harke Bolhuis (1890-1954), officier van gezondheid en röntgenoloog
- Jan Vroom jr. (1893-1958), tuin- en landschapsarchitect
- Thees Rijkhold Meesters (1908-2002), beeldhouwer en medailleur
- Hilbrand Baar (1924-1945), verzetsstrijder
- Pim Sierks (1932-2024), piloot
- Marten de Jong (1934-2021), politicus
- Henk Nijdam (1935-2009), wielrenner (geboren in de buurtschap Halfweg, toentertijd behorende tot het Harense gedeelte van het dorp Eelderwolde)
- Hans Oskamp (1936-1990), taalkundige en Eerste Kamerlid voor de PvdA
- Frits Brink (1946-2025), bestuurder en politicus
- Allard Schröder (1946), schrijver
- Fijke Liemburg (1952-2006), gemeenteraadslid en wethouder van Haren, burgemeester van Menterwolde
- Miep Jukkema (1954-2012), fotograaf
- Herman Bartelds (1956), beeldhouwer
- Cees Dekker (1959), natuurkundige
- Andries Heidema (1962), politicus
- Annemiek de Haan (1981), roeister
- Alex Ploeg (1985), cabaretier
- Els Visser (1990), triatlete
- Simone Tukker (1990), journalist
- Silke Jonkman (1997), atlete
- Jolien Knollema (2003), volleybalster
- Thom van Bergen (2004), voetballer